# Eurovisiesongfestival 1967
Het Eurovisiesongfestival 1967 was het twaalfde Eurovisiesongfestival en vond plaats op 8 april 1967 in Wenen, Oostenrijk. Het programma werd gepresenteerd door Erica Vaal vanuit de Großer Festsaal der Wiener Hofburg. Van de 17 deelnemende landen won het Verenigd Koninkrijk met het nummer Puppet on a string, uitgevoerd door Sandie Shaw. Dit lied kreeg 47 punten, 27,65% van het totale aantal punten.
Met 22 punten werd Ierland tweede, gevolgd door Frankrijk op de derde plaats met 20 punten.

## Interludium
Het interludium bestond uit een optreden van de Wiener Sängerknaben

## Puntentelling

### Stemstructuur
Dit jaar greep men terug op het systeem dat gold tussen 1957 en 1961: elk land had tien juryleden, die elk 1 punt aan een liedje gaven. Stemmen op het eigen land is niet toegestaan. De helft van de juryleden moest jonger zijn dan 30 jaar.

### Score bijhouden
De score werd bijgehouden op een scorebord dat in de zaal hing.
De deelnemende landen stonden in het Duits op het bord.
Achter elk land stond de landcode zoals die ook op auto's gebruikt wordt.
De gegeven punten werden voor het land vermeld en daarna bij het totaal van het land opgeteld.

### Stemmen
De jury's werden in volgorde van optreden opgebeld.
Het geven van de punten ging op volgorde van optreden.
De vertegenwoordiger van het land noemde het land en het aantal punten in het Engels of Frans.
De presentatrice herhaalde dit.
Daarna noemde de presentatrice het land en punten in de andere taal.
In zowel het Frans als Engels gebruikte zij daarvoor het woord votes.

### Beslissing
De favorietenrol van het Verenigd Koninkrijk bleek de hele avond al: het land stond de hele avond aan de top.
De stemming van Joegoslavië gaf de doorslag. Na Joegoslavië moesten Italië en Ierland nog stemmen. Omdat Ierland stond met 20 punten op de tweede plek, achter de 44 punten van het Verenigd Koninkrijk. Het verschil was te groot om door de stemming van Italië overbrugd te worden.

### Fouten
De technici van het scorebord konden de punten niet goed bijhouden en hadden moeite om het bord goed te bedienen. Na de punten van Portugal werd het opbellen van de landen stilgelegd op verzoek van de EBU-controleur Brown. Frankrijk stond toen op 5 punten, maar dit moesten er 10 meer zijn.
Joegoslavië gaf 1 punt aan Oostenrijk, maar de bediening van het scorebord telde 11 punten bij gastland Oostenrijk op. Nog tijdens de puntentelling werd dit hersteld.
Ook na de stemming van Italië greep Brown in: het punt dat Ierland kreeg resulteerde in een aftrek van 19 punten op het bord.
Vaal raakte er zo van in de war, dat ze de winnaar al bekend wilde maken, terwijl Ierland de punten nog moest doorgeven. Ook hier greep Brown in.

### Resultaat
| Plaats | Land                | Artiest(en)        | Lied                         | Punten |
| ------ | ------------------- | ------------------ | ---------------------------- | ------ |
| 1      | Verenigd Koninkrijk | Sandie Shaw        | Puppet on a string           | 47     |
| 2      | Ierland             | Sean Dunphy        | If I could choose            | 22     |
| 3      | Frankrijk           | Noëlle Cordier     | Il doit faire beau là-bas    | 20     |
| 4      | Luxemburg           | Vicky Leandros     | L'amour est bleu             | 17     |
| 5      | Monaco              | Minouche Barelli   | Boum badaboum                | 10     |
| 6      | Spanje              | Raphael            | Hablemos del amor            | 9      |
| 7      | België              | Louis Neefs        | Ik heb zorgen                | 8      |
| 8      | Joegoslavië         | Lado Leskovar      | Vse rože sveta               | 7      |
| 8      | Duitsland           | Inge Brück         | Anouschka                    | 7      |
| 8      | Zweden              | Östen Warnerbring  | Som en dröm                  | 7      |
| 11     | Italië              | Claudio Villa      | Non andare più lontano       | 4      |
| 12     | Portugal            | Eduardo Nascimento | O vento mudou                | 3      |
| 12     | Finland             | Fredi              | Varjoon - suojaan            | 3      |
| 14     | Oostenrijk          | Peter Horton       | Warum es 100.000 Sterne gibt | 2      |
| 14     | Nederland           | Thérèse Steinmetz  | Ring-dinge-ding              | 2      |
| 14     | Noorwegen           | Kirsti Sparboe     | Dukkemann                    | 2      |
| 17     | Zwitserland         | Géraldine          | Quel cœur vas-tu briser ?    | 0      |

## Deelnemers

### Terugkerende artiesten
| Land      | Artiest        | Plaats | Eerdere deelname | Plaats toen |
| --------- | -------------- | ------ | ---------------- | ----------- |
| Italië    | Claudio Villa  | 11     | Italië 1962      | 9           |
| Noorwegen | Kirsti Sparboe | 14     | Noorwegen 1965   | 13          |
| Spanje    | Raphael        | 6      | Spanje 1966      | 7           |

### Nationale keuzes
Anita Traversi (Eurovisiesongfestival 1960 en 1964) probeerde het nog eens in Zwitserland. Svante Thuresson werd vorig jaar nog tweede voor Zweden, nu moest hij met een voorlaatste plaats genoegen nemen in de preselectie. Laila Kinnunen (1961) en Marion Rung (1962) waagden hun kans nog eens in Finland maar konden niet winnen.

### Terugtrekkende landen
- Denemarken bedankte voor het songfestival en zou pas in 1978 opnieuw op het songfestivalpodium verschijnen. De nieuwe directeur van de Deense omroep DR zag geen kwaliteit in de show en stelde dat het songfestival niet bij een publieke omroep hoort. (Zie ook Denemarken op het Eurovisiesongfestival.)

### Kaart

Deelnemende landen
Landen die al meegedaan hebben maar niet meedoen